# Septembre 1975

## Évènements
- 4 septembre : l'Égypte et Israël signent à Genève un nouvel accord de paix intérimaire, l’accord de désengagement de « Sinaï II ». L’État hébreu se retire jusqu’à la ligne des cols du Sinaï et rend à l’Égypte les champs de pétrole du golfe de Suez. Les deux parties s’engagent à régler leurs différends par des moyens pacifiques, devant aboutir à une paix durable. L’Égypte autorise le passage par le canal des produits non militaires venant ou à destination d’Israël.

- 7 septembre (Formule 1) : Grand Prix automobile d'Italie 1975.

- 16 septembre : indépendance de la Papouasie-Nouvelle-Guinée vis-à-vis de la tutelle des Nations unies et de l’administration australienne. Michael Somare, chef du Pangu Party, devient Premier ministre (1975-1980, 1982-1985, depuis 2002).

- 19 septembre : gouvernement de José Baptista Pinheiro de Azevedo au Portugal (fin en 1976).

- 22 septembre : ouverture du procès de Ronald DeFeo Jr. qui, dans une maison d'Amityville, assassina les six membres de sa famille avec un fusil le 13 novembre 1974. Lors de ce procès, il dira avoir été possédé par une voix qui lui aurait ordonné de tuer. Il sera condamné à 125 ans de prison. (Ce fait divers serait à l'origine du film The Amityville House en 1980).

- 27 septembre : procès de Burgos, à Burgos en Espagne contre l’ETA. Exécution de trois membres du Front révolutionnaire antifasciste et patriote et de deux de l'ETA.

- 30 septembre (Australie)[1] : ratification du Racial Discrimination Act, qui déclare illégale toute action ou législation discriminatoires envers les individus sur la base de la race, de la couleur ou de l’origine nationale ou ethnique.

## Naissances
- 7 septembre : Liu Hu, journaliste chinois.
- 9 septembre : Michael Bublé, chanteur canadien.
- 11 septembre : 
  - Elephant Man, chanteur jamaïquain.
  - Ali Marsel, footballeur algérien.
- 13 septembre : Patricia Spehar, comédienne française.
- 14 septembre :
  - Dirk Aernouts, coureur cycliste et directeur sportif belge.
  - Iliana Ivanova, économiste et femme politique bulgare.
  - Babak Najafi, scénariste et réalisateur iranien.
  - Augustin Paluel-Marmont, entrepreneur français, cofondateur de Michel et Augustin.
  - Romain Poite, arbitre international de rugby à XV français.
  - Corneliu Porumboiu, réalisateur, scénariste et producteur roumain.
  - Licia Ronzulli, femme politique italienne.
  - Marian Simion, boxeur roumain.
  - Song Yinglan, athlète chinoise.
  - Yordi (Jorge González Díaz dit), footballeur espagnol.
  - Adriana Zartl, animatrice de télévision, actrice et danseuse autrichienne.
- 15 septembre : Nadège Abomangoli, députée franco-congolaise.
- 16 septembre :
  - Stéphanie Neau, tireuse sportive française.
  - Sat l'Artificier, chanteur français.
- 20 septembre :
  - Asia Argento, actrice et réalisatrice italienne.
  - Juan Pablo Montoya, pilote automobile Formule 1 colombien.
- 26 septembre : Jake Paltrow, metteur en scène américain de films pour la télévision et le cinéma, frère de Gwyneth Paltrow.
- 29 septembre : Marie Cappart, historienne, généalogiste et auteure belgo-britannique.
- 30 septembre : Marion Cotillard, actrice française.

## Décès
- 20 septembre : Saint-John Perse, poète et diplomate français (° 1887).
- 27 septembre : Maurice Feltin, cardinal français, archevêque de Paris (° 15 mai 1883).
- 30 septembre : Josef Hölzl, juriste et haut fonctionnaire ministériel allemand (°6 mars 1901).